# Waldseenbereich Theresia
Waldseenbereich Theresia este o arie protejată (arie specială de conservare — SAC, sit de importanță comunitară — SCI) din Germania întinsă pe o suprafață de 41,05 ha, integral pe uscat.

## Localizare
Centrul sitului Waldseenbereich Theresia este situat la coordonatele 50°52′32″N 6°50′42″E / 50.8756°N 6.845°E.

## Înființare
Situl Waldseenbereich Theresia a fost declarat sit de importanță comunitară în martie 2001 pentru a proteja un număr necunoscut de specii din flora spontană și fauna sălbatică aflate în arealul zonei. Situl a fost protejat și ca arie specială de conservare în mai 2004.

## Biodiversitate
Situată în ecoregiunea atlantică, aria protejată conține 1 habitat natural: Ape puternic oligomezotrofe cu vegetație bentonică cu Chara spp..
La baza desemnării sitului se află un număr nedeclarat de specii protejate.
Pe lângă speciile protejate, pe teritoriul sitului au mai fost identificate 1 specie de plante.